# Cappadoce

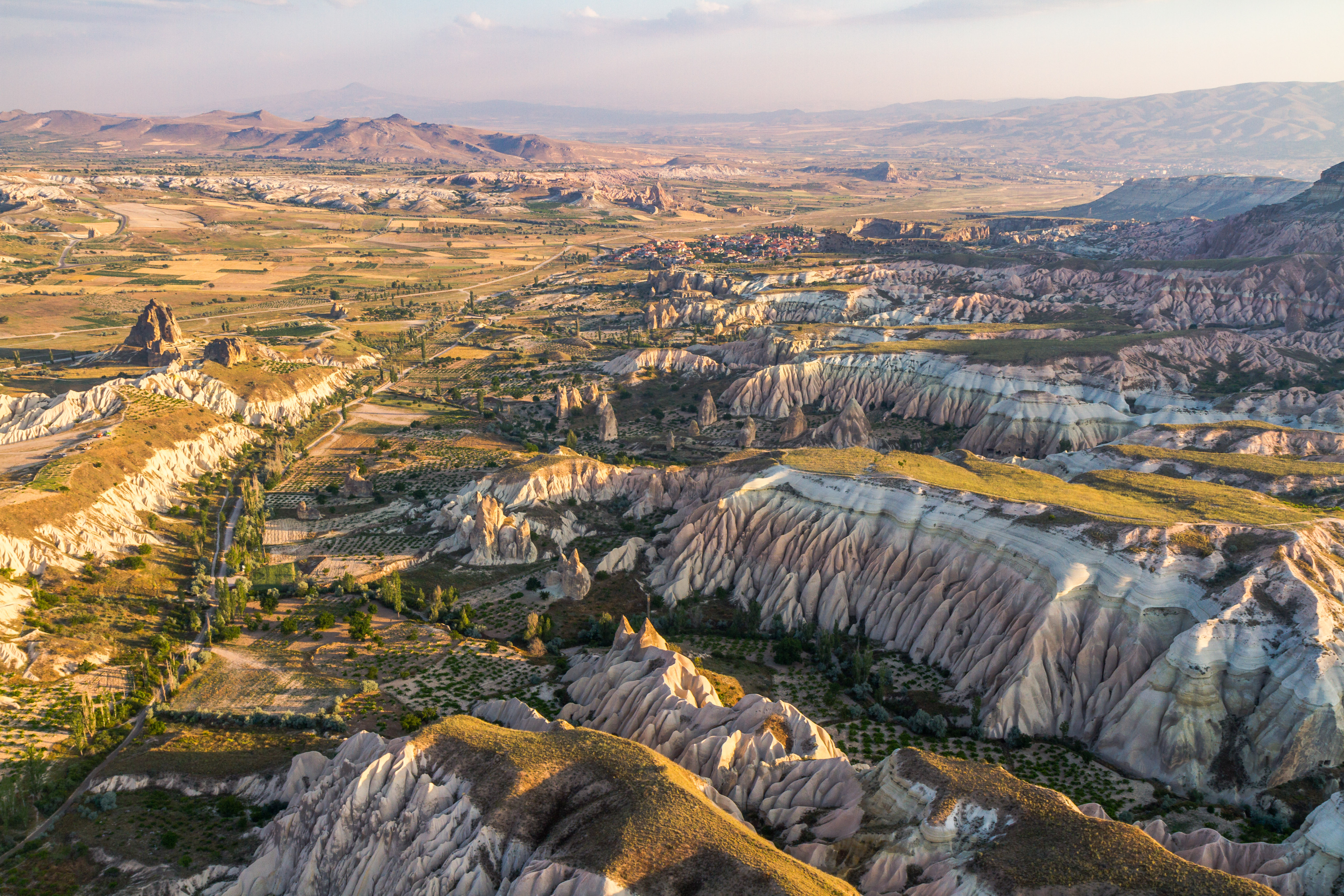
La Cappadoce, près de Göreme. Au loin, la ville d'Avanos.

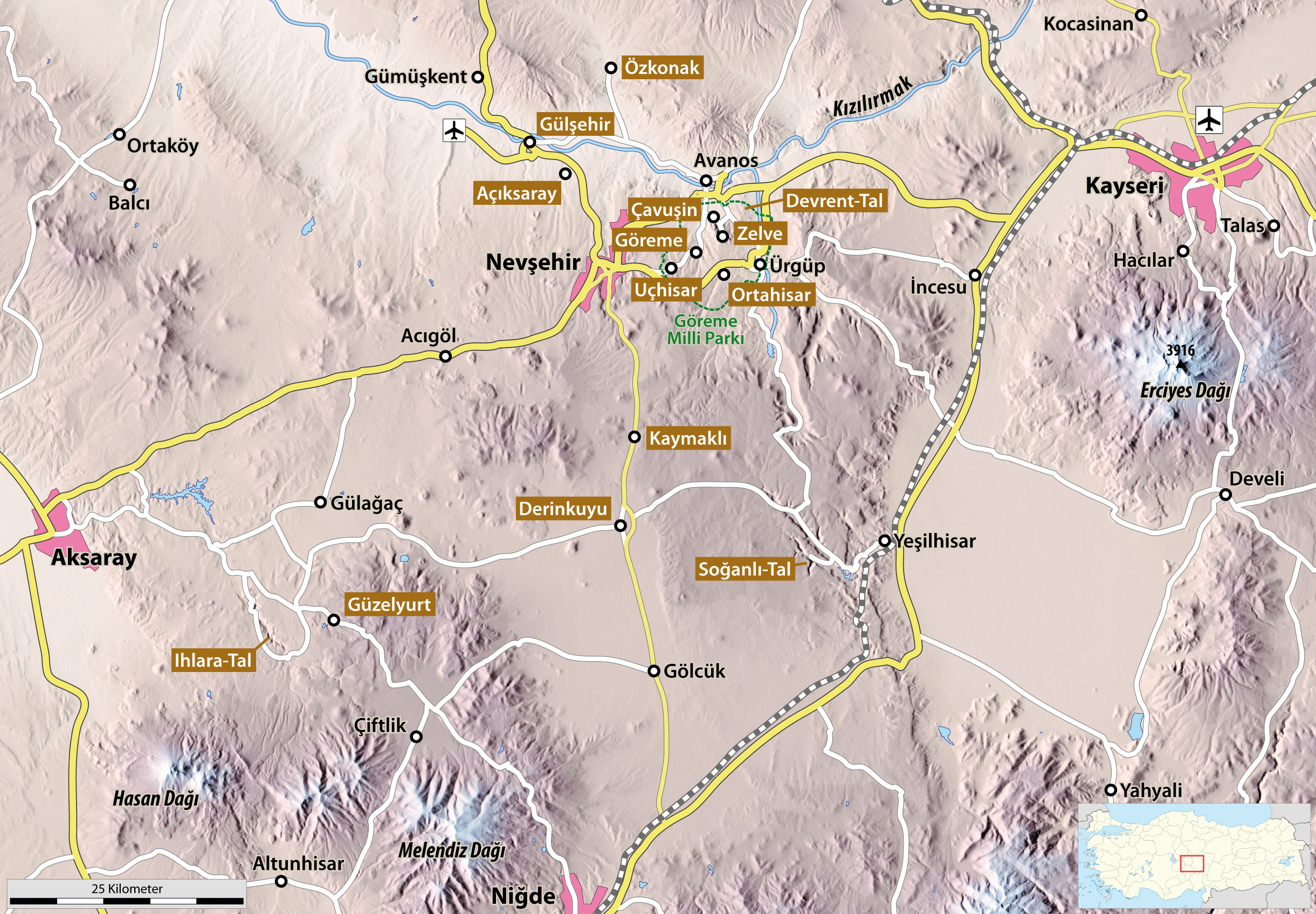
Carte touristique de la Cappadoce moderne : provinces d'Aksaray, Niğde, Nevşehir et Kayseri dans le sud de la région antique.

La Cappadoce (du grec ancien Καππαδοκία / kappadokía ; en turc Kapadokya ; en arménien Կապադովկիա) est une région historique de Turquie située au centre de celle-ci et à l'est de la péninsule anatolienne. Sa plus grande ville est Kayseri, l'ancienne Césarée de Cappadoce.
Elle fut pendant l'Antiquité une partie des empires hittite, perse, macédonien ainsi qu'un royaume indépendant avant de devenir une province romaine. Convertie au christianisme, elle acquiert un riche patrimoine religieux caractérisé par l'architecture troglodytique creusée dans le tuf. Une communauté chrétienne orthodoxe de langue cappadocienne (un dialecte du grec) s'est maintenue de la conquête turque au XIe siècle jusqu'aux échanges de population du XXe siècle.
Plusieurs sites de Cappadoce, dans les environs de Nevşehir, sont inscrits au patrimoine mondial depuis 1985 sous le nom de Parc national de Göreme et sites rupestres de Cappadoce.

## Géographie
La Cappadoce fait partie du plateau anatolien. Au sud, les monts Taurus la séparent de la Cilicie. Elle possède de plus des sommets volcaniques : le mont Hasan, le mont Melendiz (tr) et le mont Erciyes (mont Argée de l'Antiquité) qui est le point culminant de la région à 3 916 m. Le tuf volcanique est donc abondant.
La situation continentale et la haute altitude (plateau d'un peu plus de 1 000 m) donnent à la Cappadoce un climat fortement continental aux étés chauds et secs et aux hivers froids et enneigés.

## Étymologie
La région apparaît sur certaines tablettes assyriennes sous la dénomination de Kitsuvatna. Les Perses l'appellent Katpatuka ce qui a été interprété comme signifiant « pays des chevaux de race », étymologie douteuse d'autant que la région n'a jamais été réputée pour ses chevaux. Le chercheur Olivier Casabone (IFEA 2016) suggère la transcription de Katpatuka en « pays des plaines d'en bas » dont dérive directement le toponyme « Cappadoce ». Les Grecs anciens donnaient aux habitants de la Cappadoce le nom de « Syriens clairs » (Λευκόσυροι / leukósuroi).

## Histoire

### Antiquité

Asie mineure, vers -90
Royaume de Tigrane II d'Arménie, vers -55
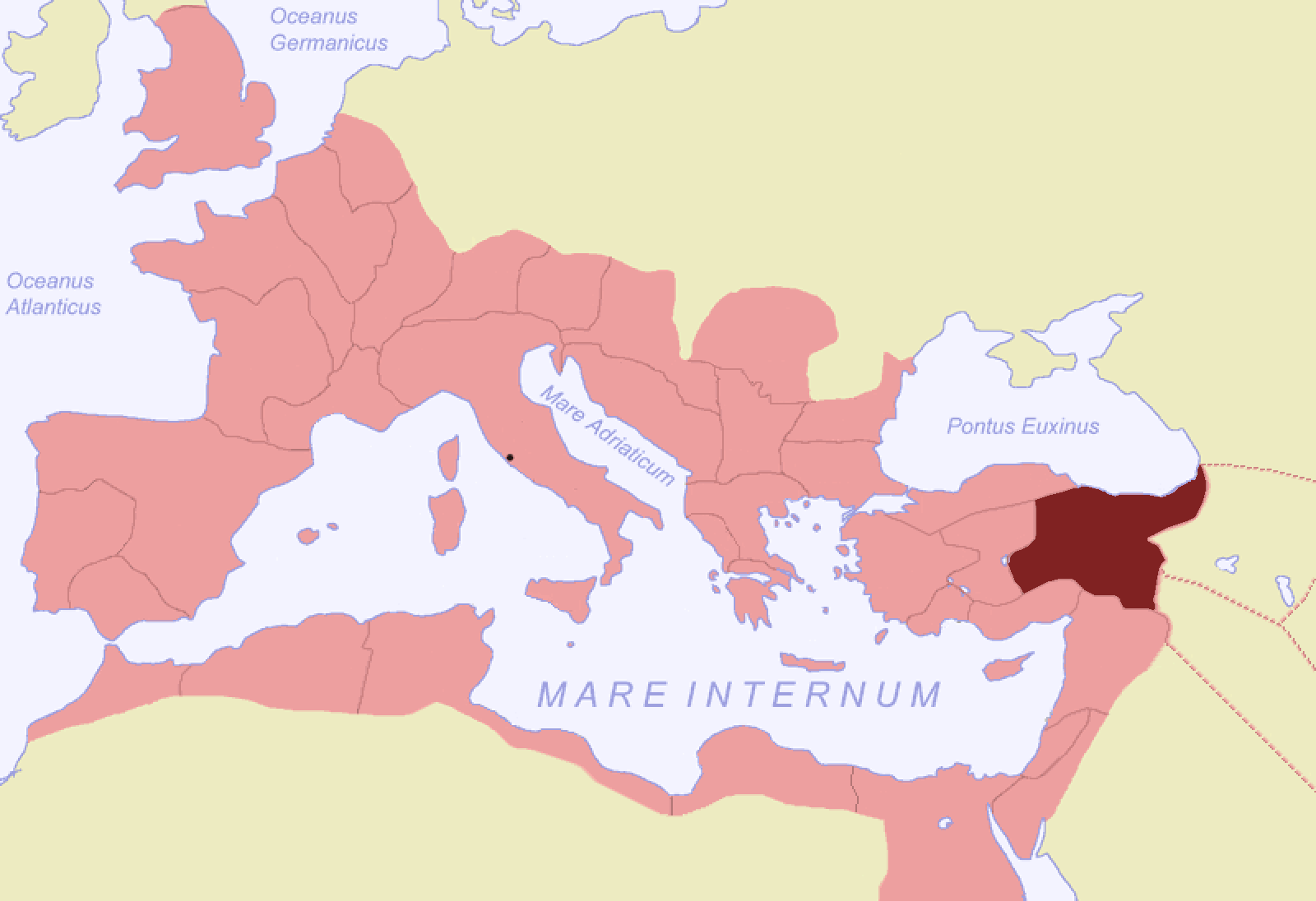
La province romaine de Cappadoce vers 120
Thèmes byzantins en 842
Thèmes byzantins en 950

Au IIe millénaire av. J.-C. la Cappadoce fait partie de l'Empire des Hittites qui y établissent leur capitale Hattusa (actuelle Boğazkale, jadis Boğazköy parfois notée avec l'orthographe francisée Boghaz Keui). La région est alors une riche zone agricole et commerce intensément avec les Assyriens en raison de ses mines (or, argent, cuivre), comme l'attestent notamment les très nombreuses tablettes en cunéiforme découvertes sur le site de la ville hittite de Kanesh (actuellement Kültepe). Vers 1200 av. J.-C., l'Empire hittite s'écroule, envahi par les Peuples de la mer et les Phrygiens.
Cent ans plus tard la Cappadoce est conquise par le roi assyrien Tiglath-Phalazar Ier. Au IXe siècle av. J.-C., elle est prise par les Phrygiens, puis est dominée par la Lydie à partir de 696 av. J.-C. et ensuite par les Mèdes (au nord-est) et les Cimmériens (au sud-ouest), qui font des incursions dans les pays alentour durant les années 650-630.
En 546 av. J.-C., la Cappadoce est conquise par Cyrus le Grand et intégrée à l'Empire perse. À la fin du VIe siècle av. J.-C., Darius l'inclut dans la troisième satrapie.

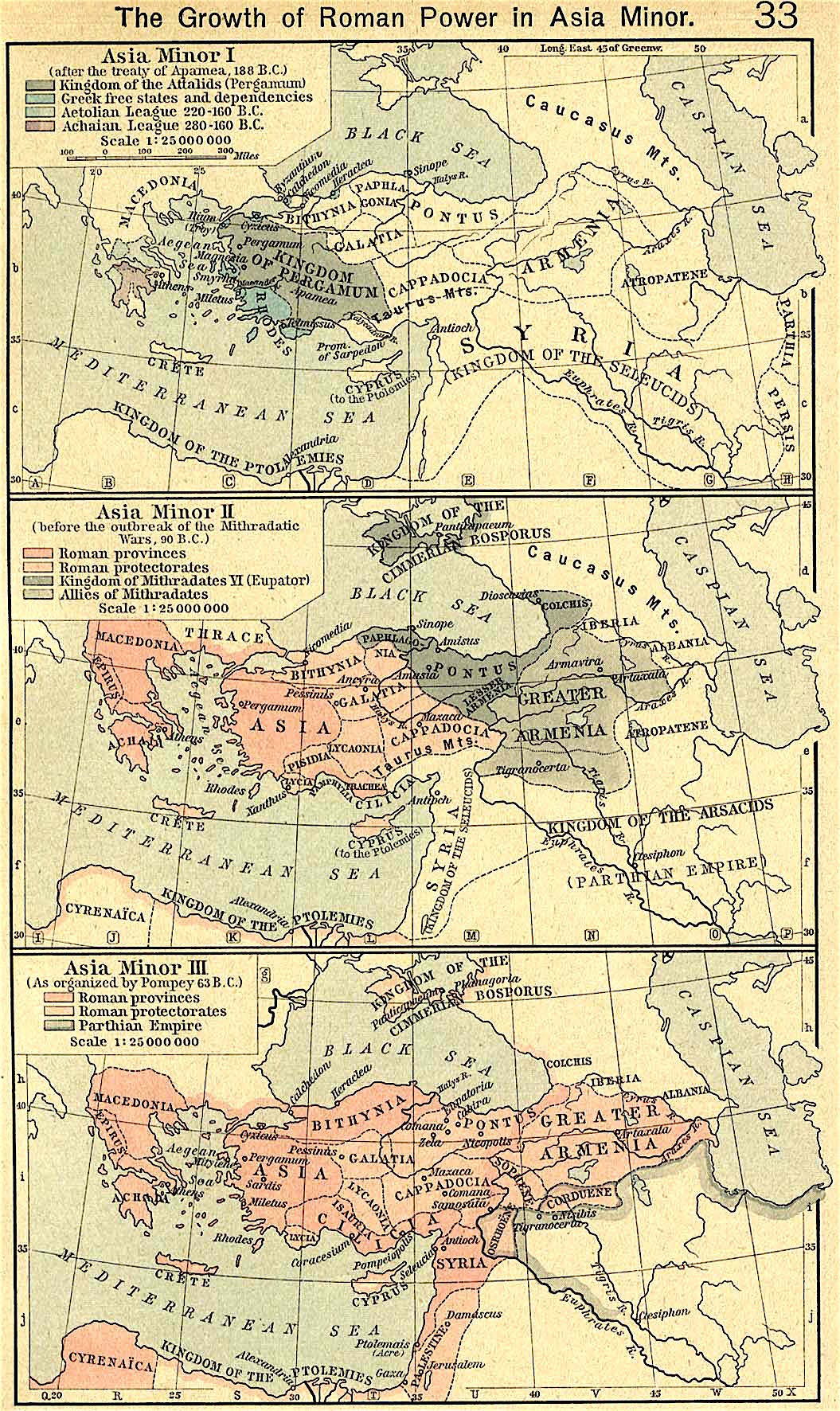
L'Asie Mineure aux.

Sous ces différentes dominations, la Cappadoce reste autonome, sous la domination de sa propre aristocratie de souche louvite, qui y maintient un système féodal, mais fait allégeance aux pouvoirs successifs et leur fournit des contingents. 
En 330 av. J.-C., cette aristocratie se rend indépendante sous le roi Ariarathe Ier, qui reconnaît symboliquement la suzeraineté d'Alexandre le Grand et fonde sa propre dynastie.
Sous Ariarathe IV (220-163) ont lieu les premiers contacts avec Rome. 
La Cappadoce devient alors l'alliée des Romains contre les Séleucides. 
Après la défaite de ces derniers face à Rome, l'Asie Mineure et donc la Cappadoce suivent les variations de la politique romaine dans la région, dont les guerres perso-romaines (de -54 à +628). 
La dynastie d'Ariarathe disparaît dans les guerres contre le royaume du Pont. En 92 av. J.-C., Rome vient au secours du royaume de Cappadoce pour repousser le roi du Pont Mithridate VI, qui s'en était emparé, et rétablir le pouvoir d'Ariobarzane Ier, appelé par les Grecs Philoromaios (« ami des Romains »). 
La Cappadoce, avec opportunisme, soutient successivement Pompée, Jules César, Marc Antoine et enfin Octave. En 17, par suite de la disgrâce du roi Archélaos, la Cappadoce est intégrée par Tibère à l'Empire romain, dont elle devient une province impériale, à laquelle sont bientôt incorporées les régions du Pont et de l'Arménie Mineure (de -190 à +428). Au IVe siècle, la province est amputée de ces territoires par les réformes de Dioclétien et Constantin.
Sous la domination romaine, la région s'hellénise et se christianise : au cours des années 48 à 58, saint Paul longe et traverse le pays au cours de ses trois voyages. Le christianisme s'y répand aux IIIe et IVe siècles, malgré les persécutions de Dioclétien de 303-304, dont Eusèbe de Césarée est le témoin. Dans la seconde moitié du IVe siècle, sous l'impulsion de Basile, évêque de Césarée de Cappadoce (Kayseri), de nombreuses petites communautés monastiques s'implantent dans la région. Basile, d'obédience orthodoxe, s'oppose à l'arianisme qui est alors en plein essor et qui a les faveurs de l'empereur Valens. Pour affaiblir l'autorité de Basile, Valens divise la Cappadoce en 371, détachant d'elle un vaste territoire dont il fait la Cappadoce Seconde et dont il confie l'autorité religieuse à un évêque arien (évêché de Tyane, à proximité de l'actuelle Niğde). Grégoire de Nysse affirmait alors (Ep. II,9) que le nombre d'églises y était plus élevé que dans tout le reste du monde.
En 536, Justinien Ier crée l'évêché de Mokissos (actuellement Kırşehir) ; basiliques et oratoires se multiplient.

### Moyen Âge
Au VIIe siècle l'Est de la Cappadoce est envahi à plusieurs reprises par le califat arabe des Omeyyades ; en 647, Moawiya, gouverneur de Syrie, s'empare de Césarée. La population n'en reste pas moins chrétienne et de langue grecque, et le pays, redevenu romain, est intégré au thème des Anatoliques, avant d'être érigé en thème de Cappadoce au Xe siècle. Les raids arabes harcèlent la Cappadoce jusqu'au IXe siècle, ce qui explique la multiplication des souterrains dans la région, refuges qui, pour certains, existent depuis de nombreux siècles. Les tufs volcaniques faciles à creuser et l'existence de sources permettent l'aménagement de véritables villes souterraines, avec greniers, étables, citernes, bassins, réfectoires, églises, habitations.
La vallée d'Ihlara (province d'Aksaray) est un des exemples de complexe monastique abandonné encore peu visité : Ihlara, Belisırma (Güzelyurt).

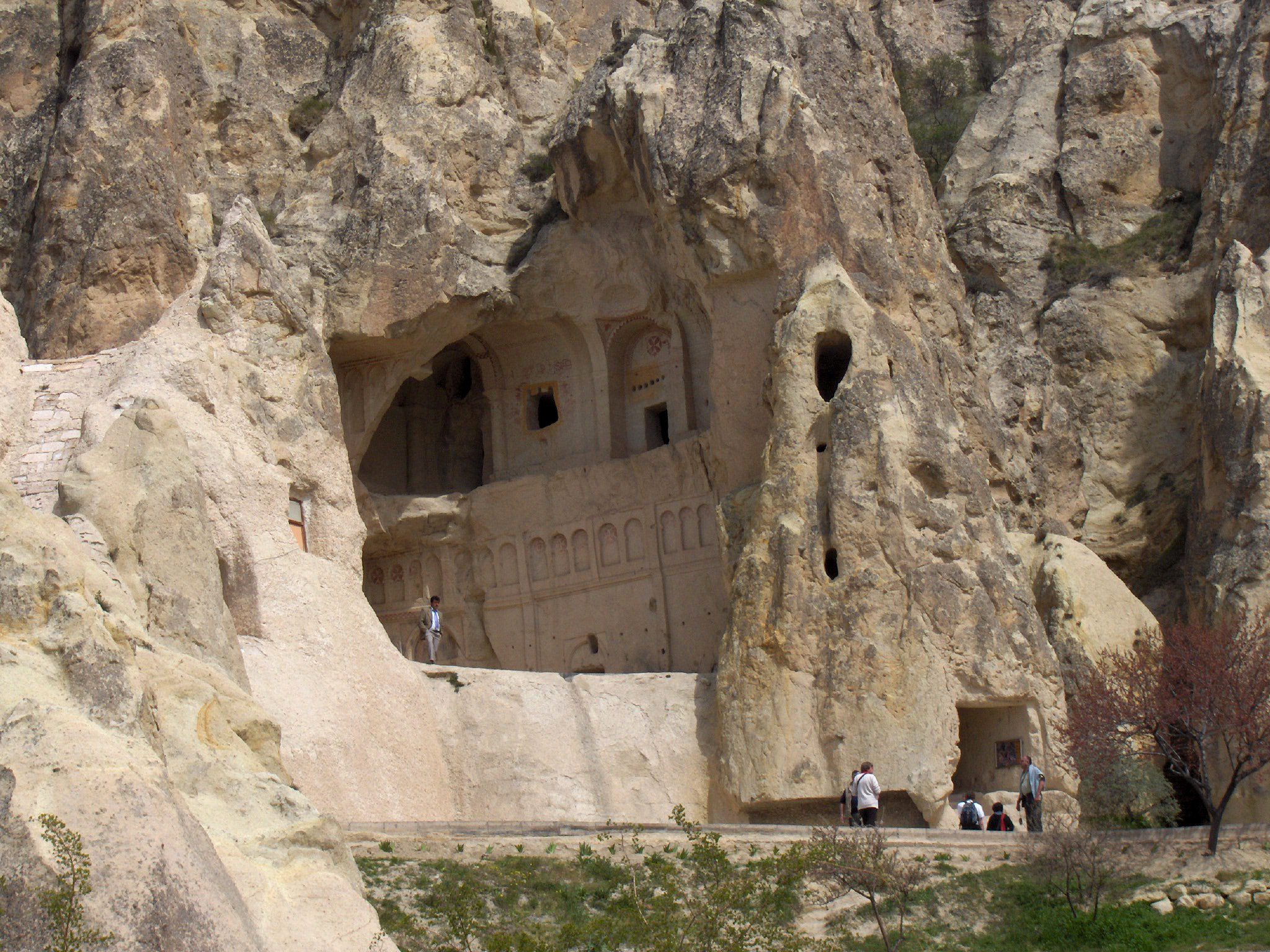
Entrée d'une église rupestre (Karanlık kilise, à Korama, aujourd'hui Göreme).

Professé dès le début du VIIIe siècle, l'iconoclasme refuse les images religieuses pour éviter l'idolâtrie. L'empereur byzantin Léon III se range à ce point de vue en 726. Ses successeurs, qui y trouvent un moyen de limiter le pouvoir grandissant des monastères, poursuivent sa politique. Dans les églises rupestres iconoclastes la Croix est seule, sculptée dans de nombreux oratoires et chapelles et décore souvent la calotte d'abside comme dans l'église Saint-Basile à Sinason (Mustafa Pacha). Dans l'église du stylite Nicétas à Kizil Çukur près d'Acantholithos (Ortahissar), elle couronne les plafonds de la nef et du narthex et est entourée de grappes de raisin qui évoquent l'Eucharistie.
En 843, l'iconoclasme est déclaré « hérétique » et le pays retourne à l'orthodoxie, inaugurant une floraison artistique qui fait encore aujourd'hui sa renommée.
Après une période d'insécurité, les victoires de l'empereur Nicéphore II Phocas contre les Arabes au cours de la seconde moitié du Xe siècle rétablissent en Cappadoce la paix et la prospérité. Des villes et des villages se développent à nouveau tant en extérieur qu'en souterrain, avec des populations toujours grecques de culture, mais d'origines variées, ainsi que des Arméniens, alliés aux Byzantins pour la défense des frontières orientales. C'est à partir de cette époque, appelée « renaissance macédonienne », que la Cappadoce voit se creuser et se peindre de ses plus belles églises rupestres.
À la suite de la défaite byzantine à Manzikert, en 1071, la Cappadoce est conquise par les Turcs seldjoukides, menés par Alp Arslan, qui vainc l'empereur byzantin Romain IV Diogène et qui fonde une nouvelle branche de la dynastie : celle des Seldjoukides de Roum. Initiateurs d'une importante expansion urbanistique dans la région, ceux-ci construisent de nombreuses mosquées (Kayseri, Aksaray, Niğde…), créent une académie de médecine en 1206, et édifient des caravansérails tous les trente kilomètres le long de la route de la soie, comme le Ağzıkara han et le Sultan hanı construits au XIIIe siècle à proximité d'Aksaray. Mais la population locale se maintient dans la province et c'est à cette époque que les églises de Korama (aujourd'hui Göreme) se parent de leurs plus belles fresques. Les Seldjoukides se heurtent cependant aux Byzantins et aux croisés qui, en 1097, s'emparent de Nicée, obligeant le sultan seldjouk d'Anatolie à transférer sa capitale à Konya (Iconium).
Les Ottomans s'emparent de la région lors des guerres qui les opposent à la famille des Eretnides, dans la seconde moitié du XIVe siècle.

### Époque moderne
Une période de sécheresse au XVIe siècle fait tarir la plupart des sources souterraines et oblige la majorité de la population chrétienne à quitter les lieux ; de toute manière, beaucoup de cappadociens se convertissent à l'islam et adoptent la langue turque pour ne plus payer le haraç : impôt sur les non-musulmans, et pour ne plus subir la Devchirmé (παιδομάζωμα / paidomázoma) : « enlèvement des garçons » pour en faire des janissaires). Chez ceux restés chrétiens, une langue intermédiaire entre le grec et le turc, le cappadocien, se développe.
Au XVIIIe siècle, les derniers ermitages troglodytiques sont abandonnés. À la même époque, le grand vizir, Damat İbrahim Pacha, fait de sa ville natale, Nevşehir, la capitale régionale qu'elle est encore aujourd'hui. Sur le plan religieux, la Cappadoce abrite de nombreuses communautés derviches et alévies.

### Époque contemporaine
Conformément au traité de Lausanne de 1923, les Cappadociens chrétiens sont expulsés du pays vers la Grèce. Contrairement aux Pontiques, ces « Roums » cappadociens, majoritairement turcophones, étaient bien acceptés par leurs voisins musulmans, auxquels ils n'hésitent pas à confier leurs biens, partant à regret dans l'idée d'un prochain retour. Avec eux s'en vont les tout derniers locuteurs de la langue cappadocienne, qui ne subsiste aujourd'hui qu'en Grèce. Le tabou portant sur ces changements démographiques jette en Turquie un voile de silence sur le patrimoine chrétien. En revanche, au cours des années 1920 et 1930, l'Europe redécouvre la Cappadoce, en particulier à partir de l'œuvre du jésuite français Guillaume de Jerphanion (1877-1948) qui publie ses études sur les églises rupestres de la région. Cet ouvrage est un élément important dans la constante croissance du tourisme qui démarre dès les années 1950. En 2005, selon les chiffres officiels, 850 000 étrangers et un million de Turcs ont visité cette partie du pays, entraînant l'expansion des artisanats locaux du tapis et de la céramique.

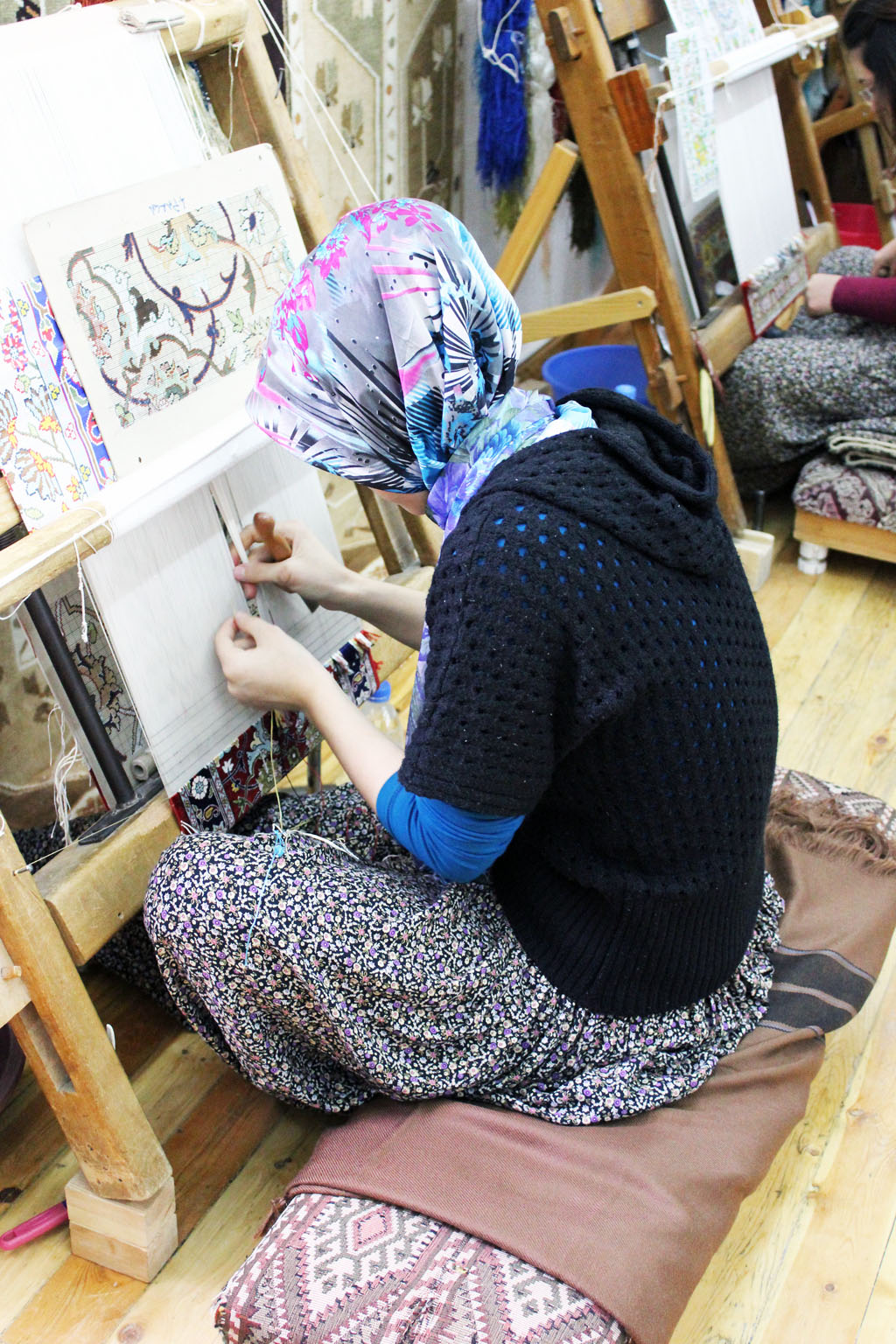
Tissage d'un tapis de soie, vue 1, Göreme.
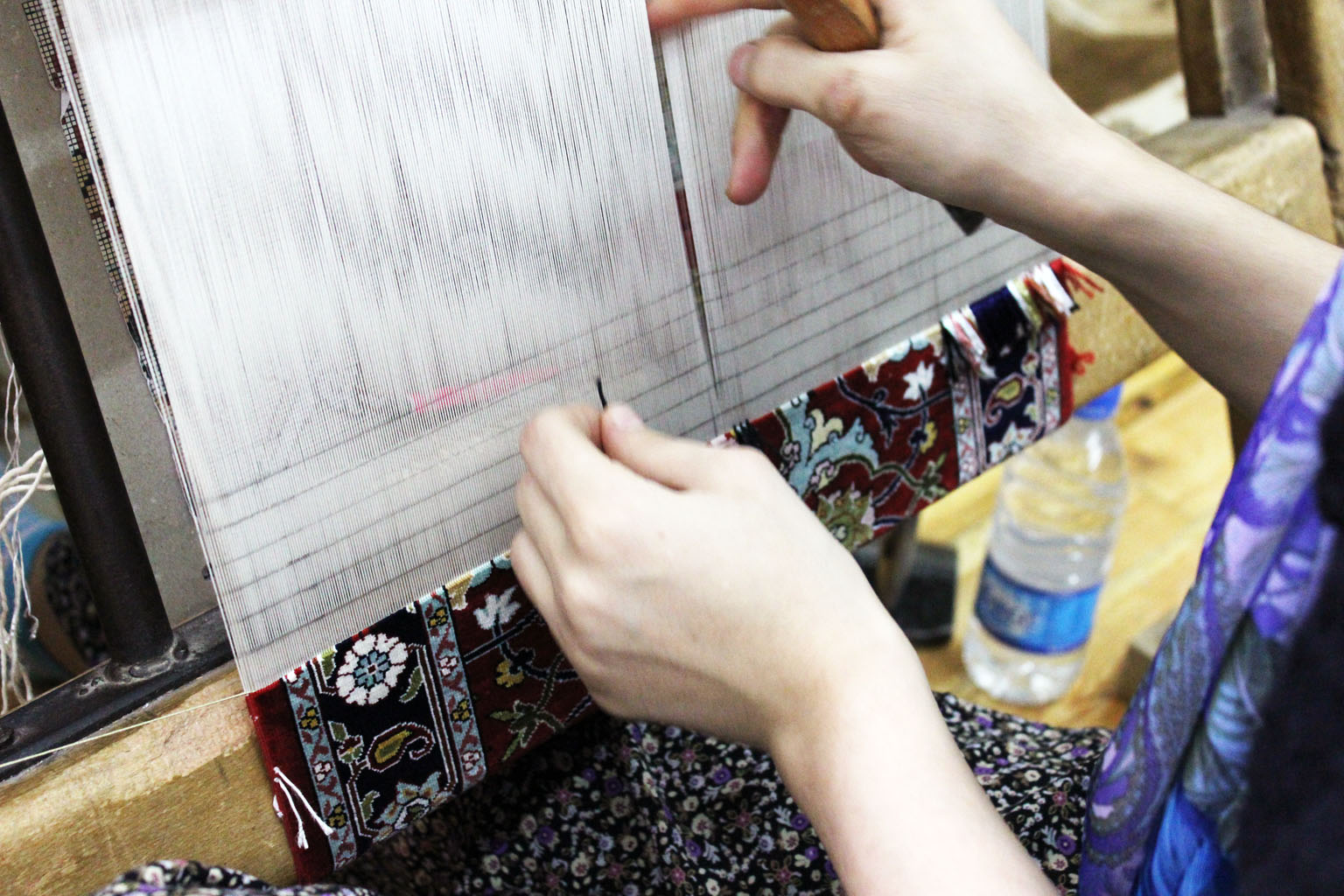
Tissage d'un tapis de soie, vue 2, Göreme.
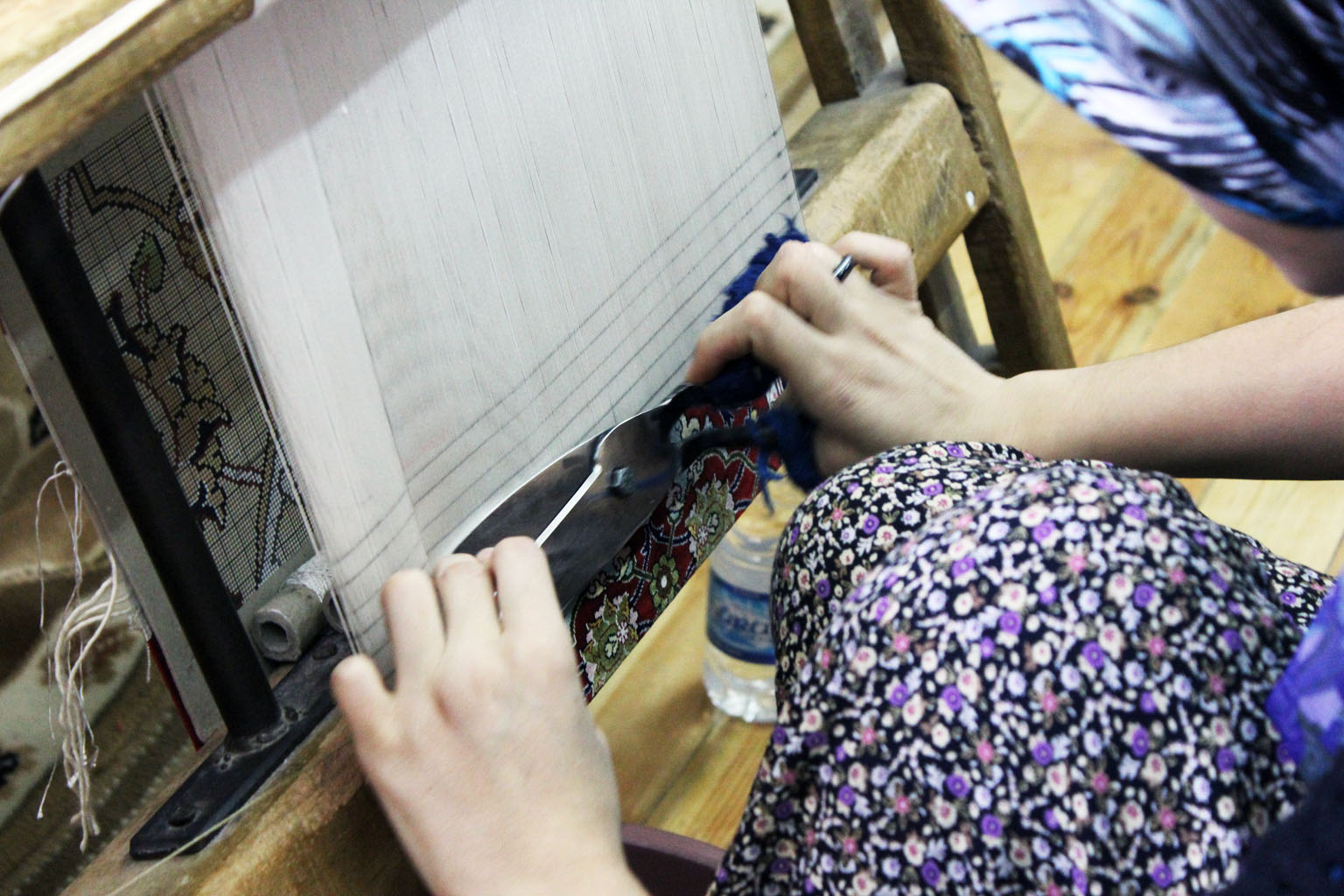
Tissage d'un tapis de soie, vue 3, Göreme.
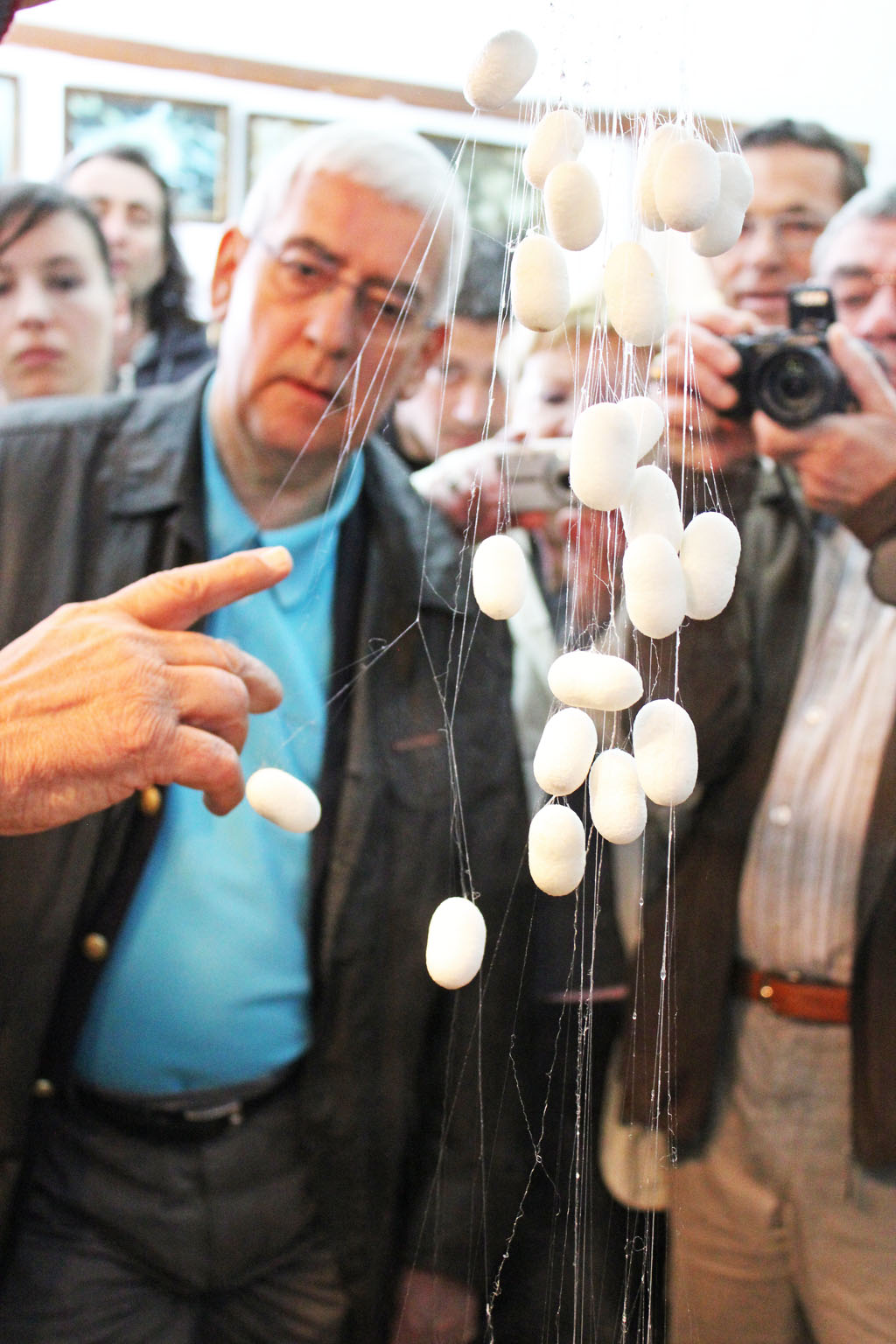
Filage de la soie, vue 1, Göreme.
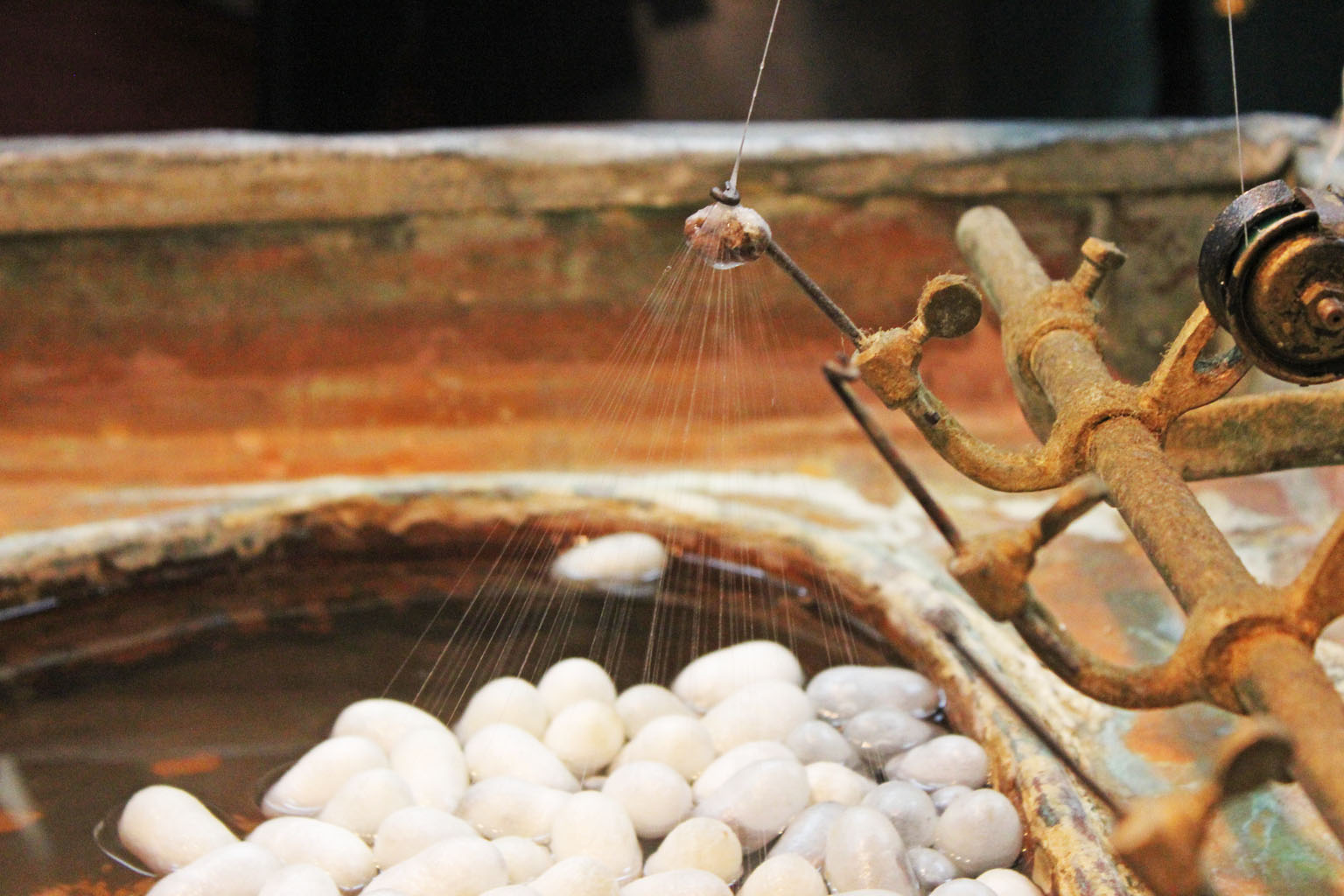
Filage de la soie, vue 2, Göreme.

Media
Plusieurs films ont été tournés en Cappadoce, dont Yor, le chasseur du futur (1983) et Land of Doom (1985). Ses paysages hivernaux et ses larges panoramas prédominent le film Winter Sleep réalisé par Nuri Bilge Ceylan en 2014, qui a remporté la Palme d'or au festival de Cannes 2014.

## Liste des rois de Cappadoce
- 385-361 av. J.-C. : Datamès, satrape ;
- 361-334 av. J.-C. : Ariamne Ier, satrape ;
- 334-321 av. J.-C. : Ariarathe Ier, satrape ;

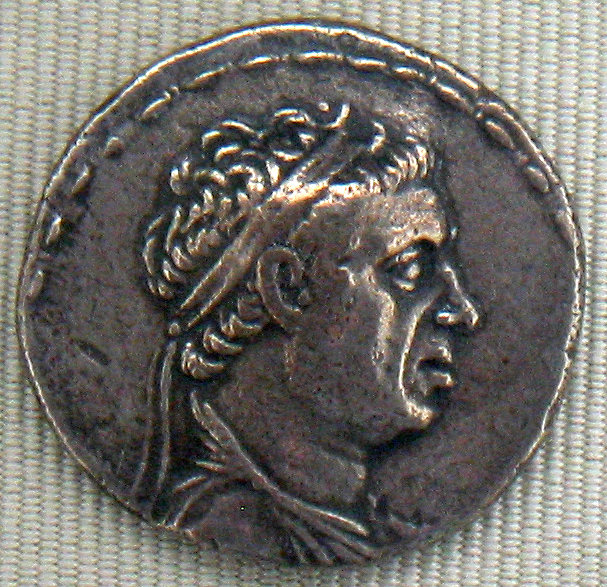
Monnaie d'argent d'Ariarathe III.

- 333-331 av. J.-C. : Sabiktas (stratège pour le compte des Macédoniens) ;
- 321-316 av. J.-C. : Eumène de Cardia ;
- 316-301 av. J.-C. : Antigone le Borgne ;
- 321/301-280 av. J.-C. : Ariarathe II, satrape puis roi en -301 ;
- 280-235 av. J.-C. : Ariamne II ;
- 235-220 av. J.-C. : Ariarathe III ;
- 220-163 av. J.-C. : Ariarathe IV Eusèbes ;
- 163-130 av. J.-C. : Ariarathe V Eusèbes Philopatôr ;
- 158-156 av. J.-C. : Orophernès ;
- 130-111 av. J.-C. : Ariarathe VI Épiphane Philopatôr ;
- 111-100 av. J.-C. : Ariarathe VII Philometôr ;
- 100-95 av. J.-C. : Ariarathe VIII Épihane ;
- 98-88 av. J.-C. : Ariarathe IX Philopatôr (usurpateur) ;
- 95-62 av. J.-C. : Ariobarzane Ier Philoromaios ;
- 62-51 av. J.-C. : Ariobarzane II Philopatôr ;
- 51-42 av. J.-C. : Ariobarzane III Eusèbes ;
- 42-36 av. J.-C. : Ariarathe X Eusèbes Philadelphos ;
- 36 av. J.-C.-17 apr. J.-C. : Archélaos de Cappadoce ;
- Annexion par Rome en 17 apr. J.-C.

## Géologie
Les volcans Argée (Erciyes), Argéopolis (Hassan) et Athar (Göllü) entrèrent en éruption au Miocène supérieur (il y a dix millions d'années) jusqu'au Pliocène (il y a deux millions d'années). Durant huit millions d'années, les éruptions ainsi que l'apparition de volcans de moindre importance au fil des millénaires générèrent une superposition de strates d'ignimbrites plus ou moins denses. En particulier, au début du Quaternaire, des laves basaltiques beaucoup plus dures se déposèrent. Quelques éruptions eurent encore lieu ultérieurement, notamment en 253 av. J.-C., semble-t-il. Les dépôts du mont Argée (Erciyes) ont couvert à eux seuls une superficie de 10 000 km2, sur une épaisseur variant entre 100 et 500 mètres.

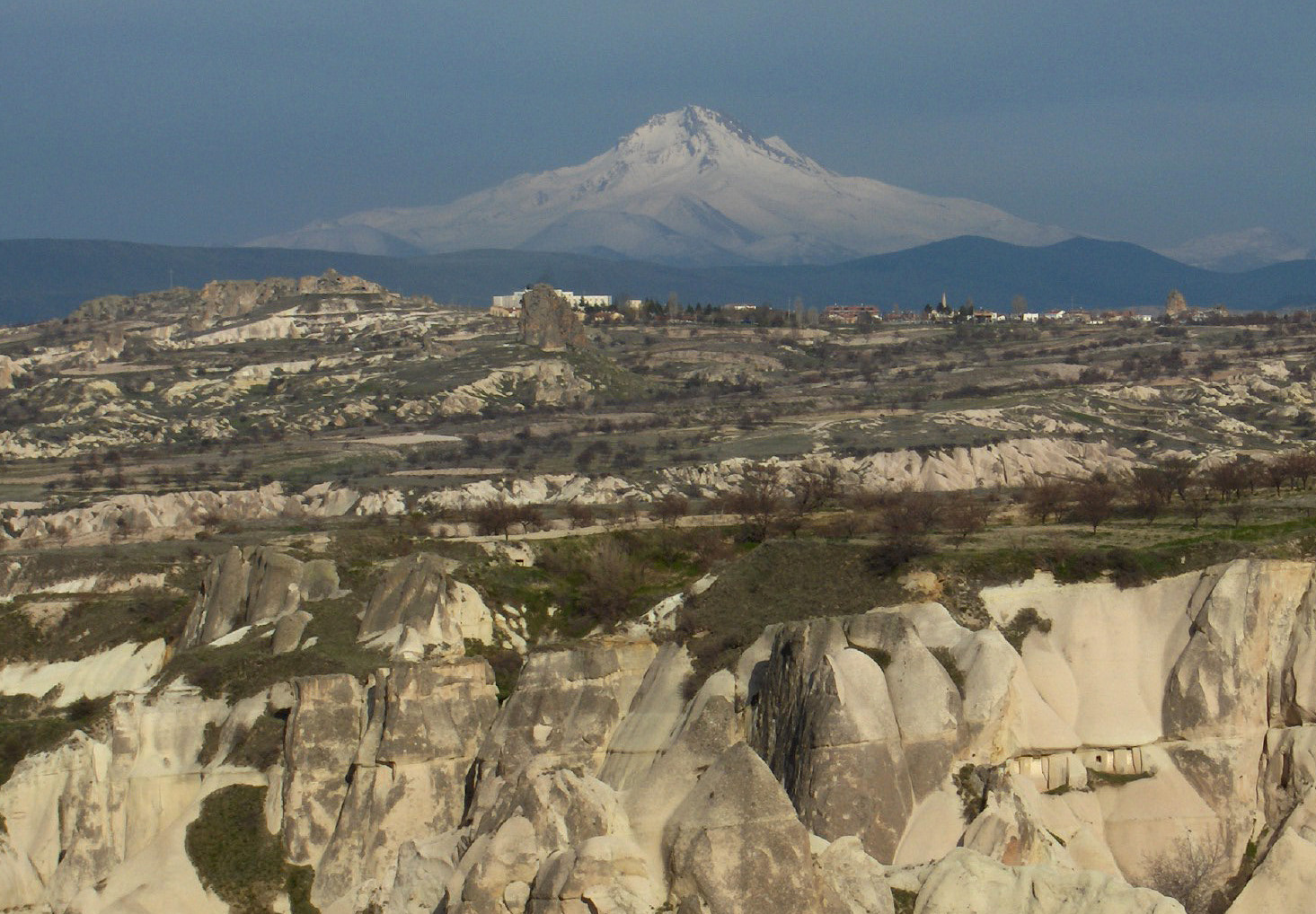
Cappadoce et mont Argée.
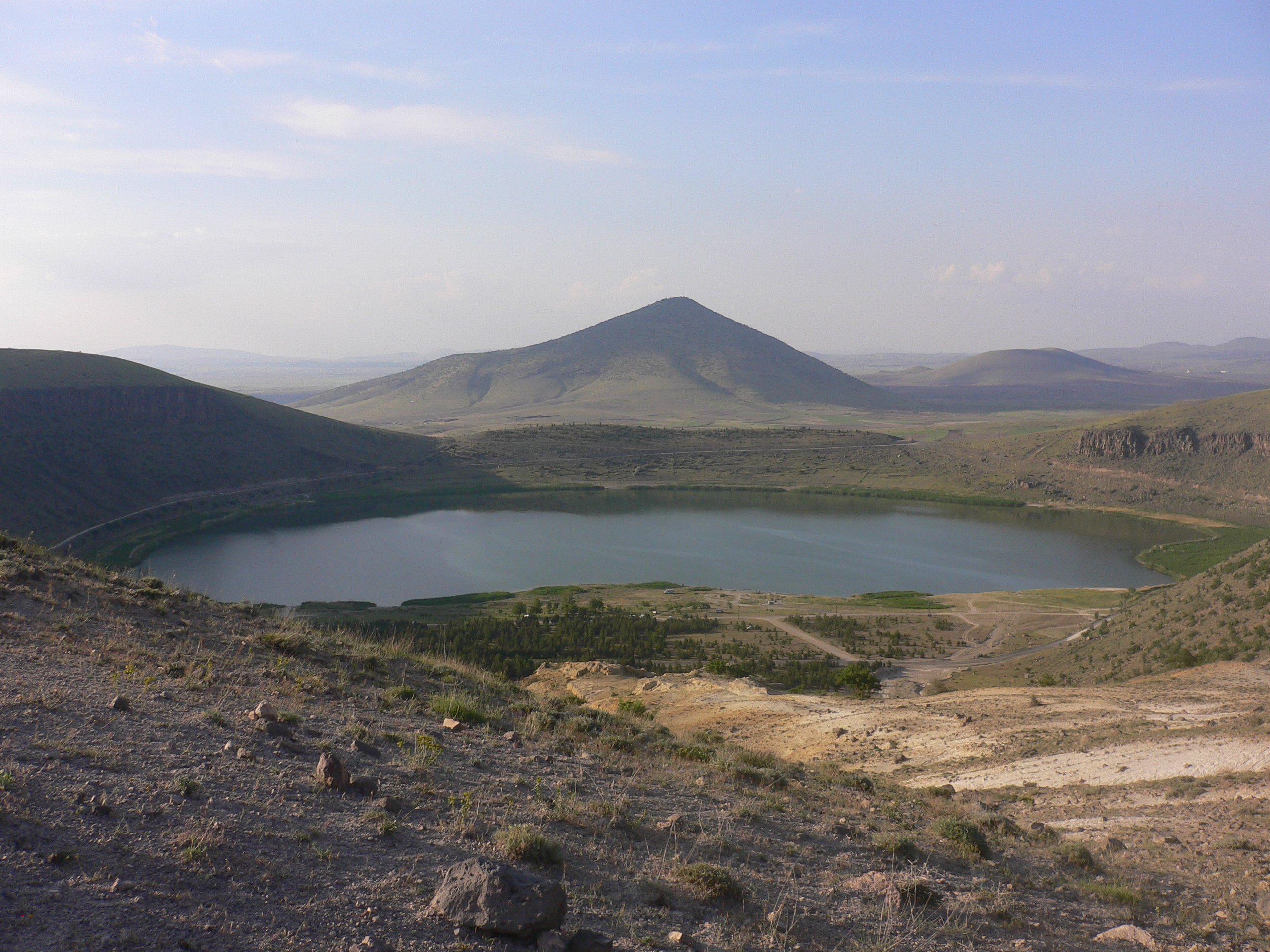
Lac de cratère de Nar.
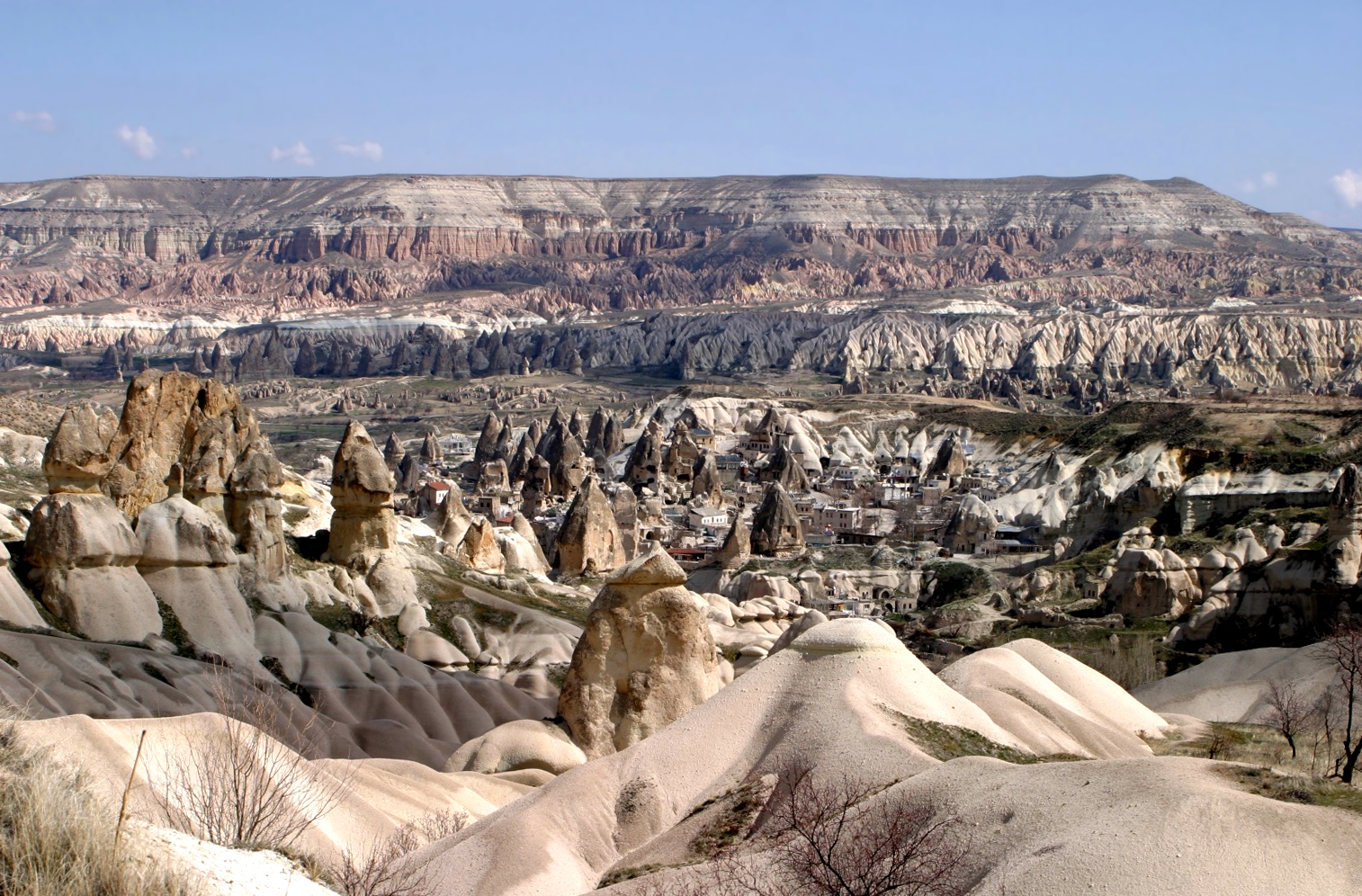
Paysage cappadocien.
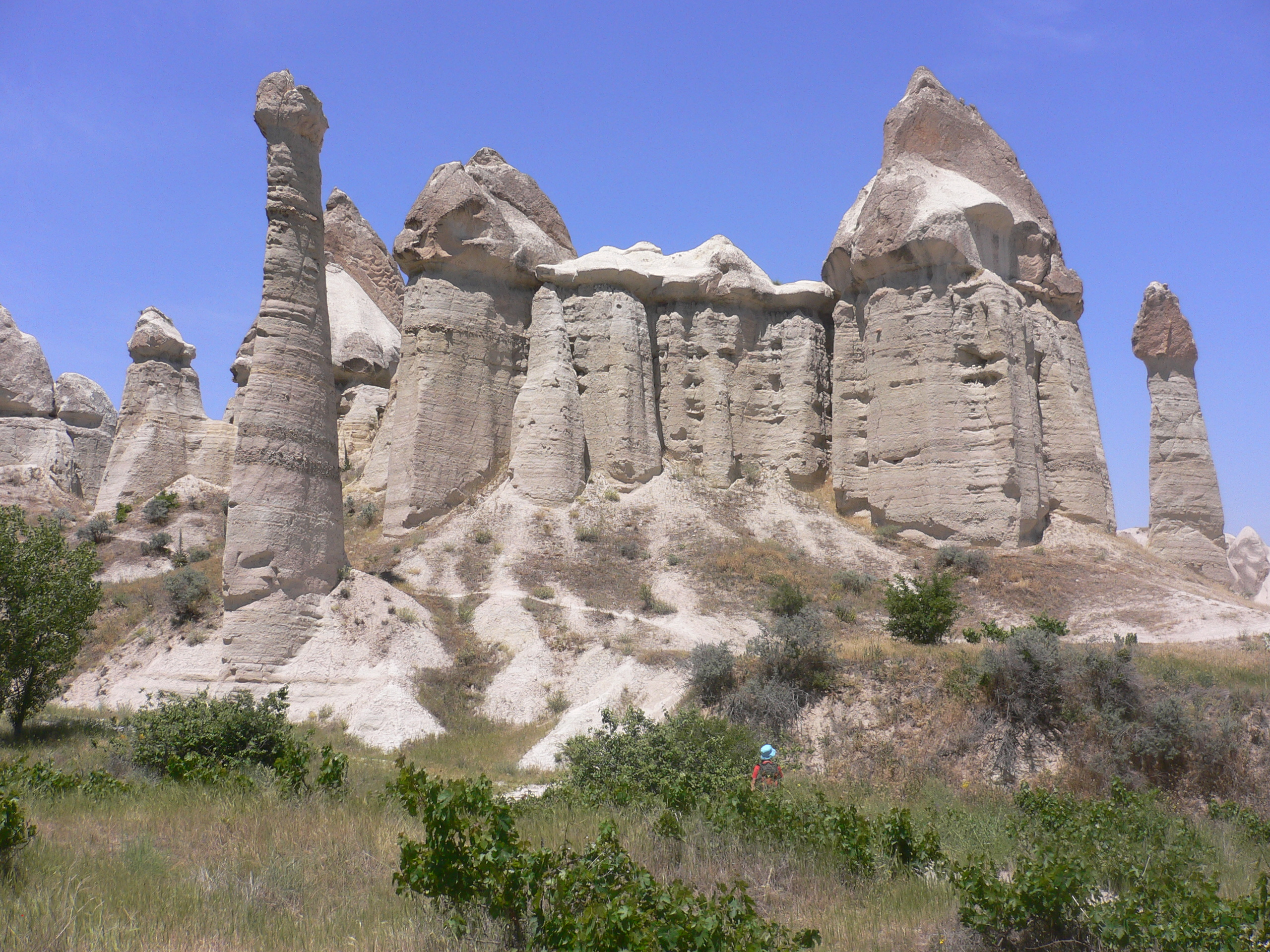
Cheminées de fée dans la « vallée de l'amour ».
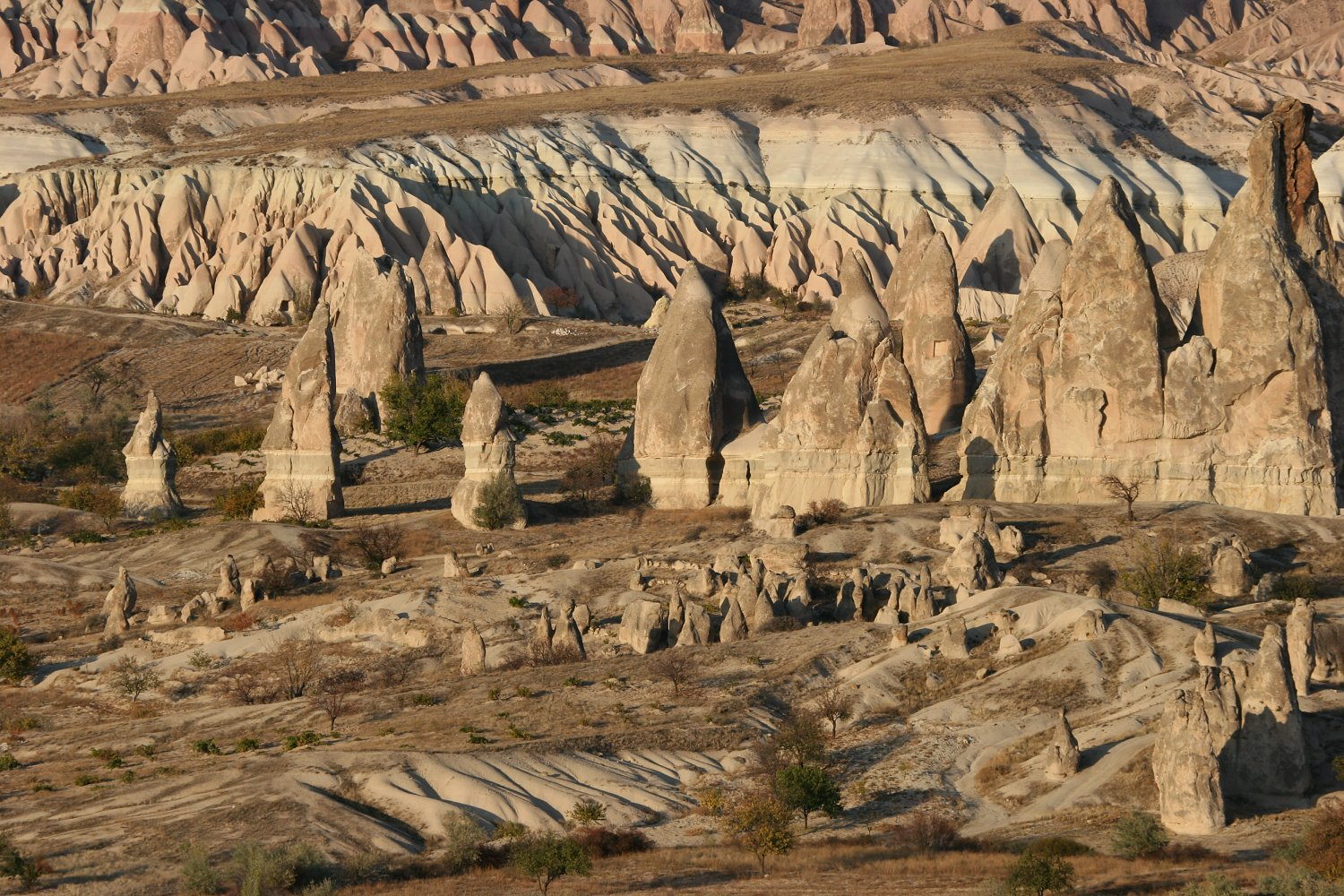
Cheminées de fée formées et en formation.

Sous l'effet des glaciations de l'ère néozoïque, la croûte de basalte s'est lézardée, le sol s'est désagrégé, permettant à l'eau de s'infiltrer et d'accentuer encore l'érosion. Quand le tuf est très tendre, il se désagrège totalement pour former une plaine poussiéreuse, tandis que sur les reliefs pentus, l'érosion crée canyons, mesas, cônes, pitons et cheminées de fée.
Le paysage de Cappadoce présente donc une géomorphologie caractérisée pour l'essentiel par des plateaux formés par les cendres et les boues rejetées par les volcans avoisinants, des gorges, des cheminées de fées, ainsi que de grandes plaines constituées de résidus volcaniques. De nos jours, l'érosion continue : les pitons et les cônes actuels sont donc voués à disparaître, mais d'autres se dégagent peu à peu en bordure des plateaux.

## Art byzantin et sites remarquables

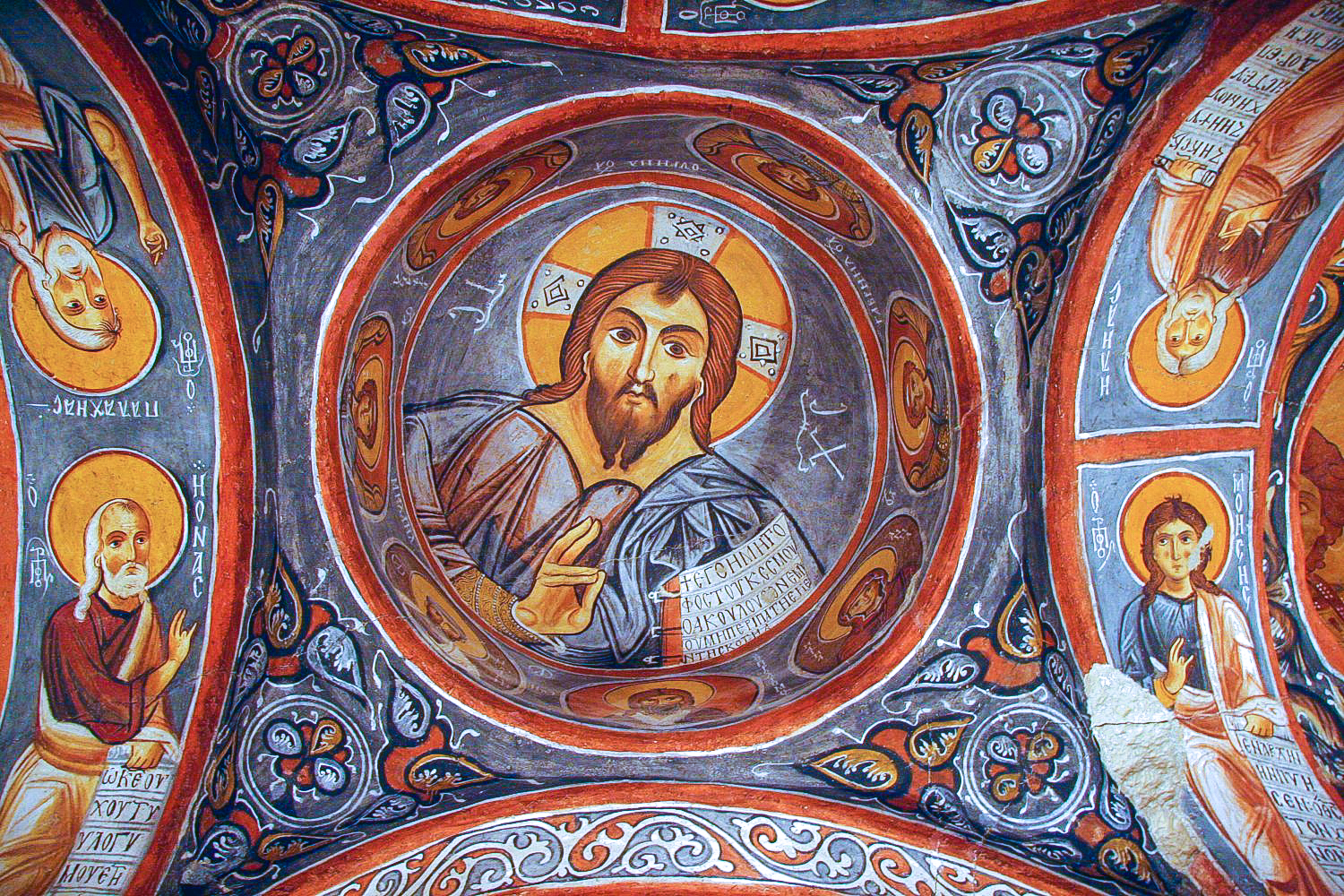
Göreme, église de Karanlık.

Les communautés monastiques byzantines ont creusé dans les roches tendres, entre le VIIIe et le XIIIe siècles, une multitude de couvents et d'églises rupestres décorées de fresques. Pour les historiens de l'art byzantin, la Cappadoce constitue un laboratoire où ils analysent l'évolution picturale de l'Église d'Orient, avec 150 sites encore préservés.
Plus de 3 000 chapelles ont été découvertes et le site est inscrit au patrimoine mondial de l'Unesco depuis 1985.
Les sites les plus remarquables sont la vallée de Korama (aujourd'hui Göreme), qui recèle d'intéressantes églises rupestres aux fresques nombreuses et qui a aujourd'hui le statut de musée, le canyon d'Ihlara, avec les églises de Belisırma, et celui de Soganlı (en), ainsi que les cités souterraines de Derinkuyu et de Kaymaklı, qui descendent de huit étages sous la roche. Creusées dans un tuf volcanique très tendre, ces cités abritent des pièces de stockage, des logements, et même des églises. Quant aux entrées, elles étaient fermées par d'énormes meules. Ces deux villes, distantes de 9 km, étaient probablement reliées par un tunnel. Les lieux pittoresques sont légion. Parmi ceux qui sont aisément accessibles, on notera Paşa Bağlari (Le vignoble du Pacha), la vallée des Pigeonniers, la vallée de Devrent, Uçhisar ou encore Ürgüp.
Outre le site de Korama (Göreme), les vallées de Cappadoce possèdent d'innombrables habitations troglodytiques. On les voit un peu partout, en particulier à Ortahisar, à Uçhisar, dans la vieille ville de Nysse (aujourd'hui Nevşehir).
Les habitations troglodytiques comportaient toujours des ouvertures vers l'extérieur de petite dimension. Les grandes ouvertures parfois présentes actuellement résultent d'écroulements dus à l'érosion. C'est notamment pour cette raison que beaucoup de ces habitations sont maintenant abandonnées. Mais certaines sont encore occupées (logements, hôtels, et même poste de police). Elles font parfois l'objet de restaurations luxueuses et sont alors protégées contre l'érosion par un enduit discret, à l'instar des églises de Korama (aujourd'hui Göreme).

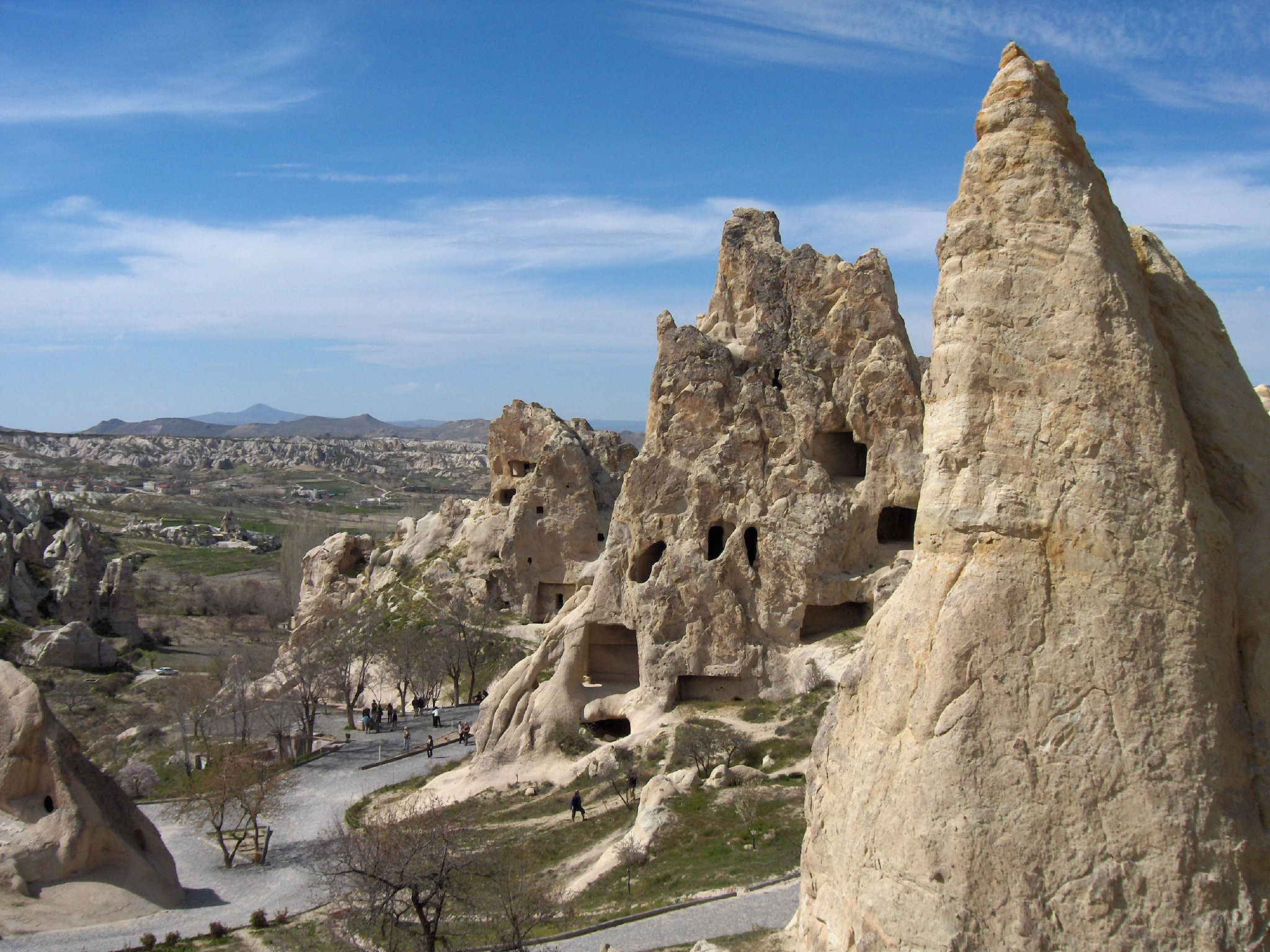
Parc national de Göreme.
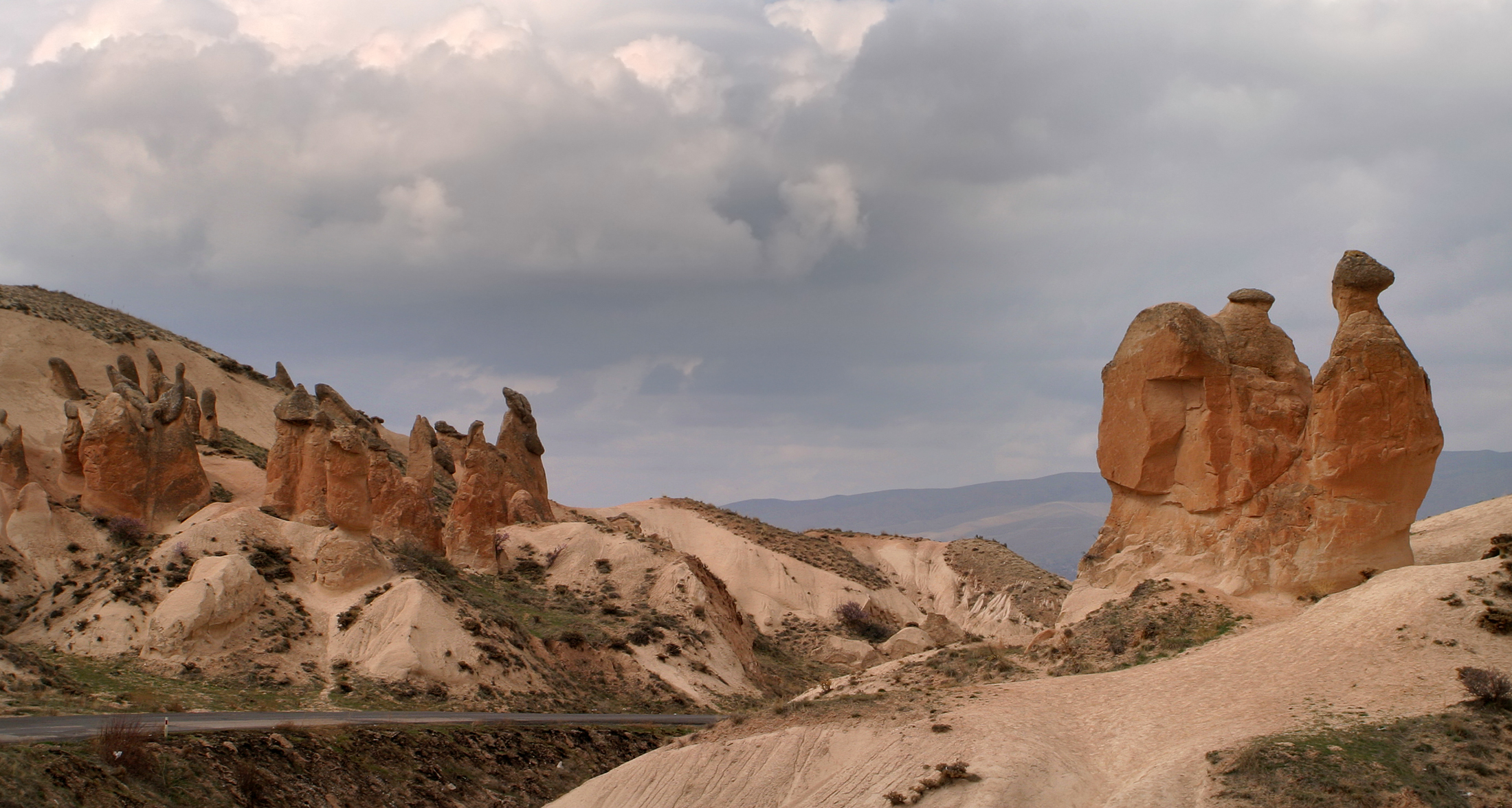
Le chameau de Dervent.
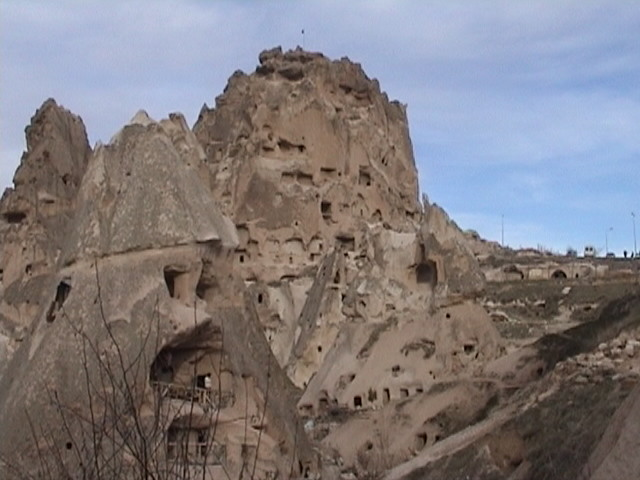
Habitations troglodytiques, Uçhisar.
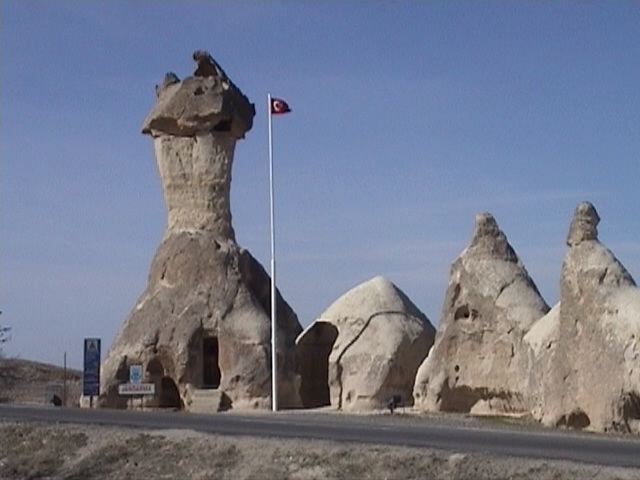
Poste de gendarmerie troglodytique, Paşa Bağlari.

#### Histoire
- Calendrier cappadocien
- Satrapie de Cappadoce (en) (de -500 à -331)
- Ancien royaume de Cappadoce, liste des princes et rois de Cappadoce (en) (de -331 à +17)
- Guerres perso-romaines (de -54 à +628)
- Architecture taillée dans la roche en Cappadoce (en)
- Notitia dignitatum, Liste des diocèses de l'Empire romain tardif, Liste des provinces du Bas-Empire
- Guerres perso-byzantines (500-628)
- Guerres turco-byzantines (1050-1453)